# Cantone di Mandelieu-Cannes-Ouest
Il Cantone di Mandelieu-Cannes-Ouest era una divisione amministrativa dell'arrondissement di Grasse.
A seguito della riforma approvata con decreto del 24 febbraio 2014, che ha avuto attuazione dopo le elezioni dipartimentali del 2015, è stato soppresso.

## Composizione
Comprendeva il quartiere La Bocca (15 000 abitanti circa) che è la parte occidentale della città di Cannes e 2 comuni:
- Mandelieu-la-Napoule
- Théoule-sur-Mer